# El corazón de piedra verde
El corazón de piedra verde es una novela de Salvador de Madariaga publicada en 1942.
Está considerada como una de las mejores novelas históricas sobre la conquista del Nuevo Mundo escritas en habla española.[cita requerida] Incluye en sus páginas personajes históricos como Moctezuma, Cristóbal Colón, Hernán Cortés, Cuauhtémoc, Bernal Díaz del Castillo y Nezahualpilli, entre otros.
La historia transcurre a finales del período precolombino, en Ciudad de México, y en ella se describe detalladamente la vida cotidiana de los antiguos aztecas, tanto de sus clases humildes (comerciantes, sirvientes o guerreros) como de las clases ricas (sacerdotes, nobles y funcionarios del gobierno). 
La novela se desarrolla en dos planos que van alternándose. La historia que transcurre en el Nuevo Mundo ofrece un gran fresco de costumbres, supersticiones, y referencias sociales y culturales del pueblo azteca. Por otro lado, la historia de una familia española, los Manrique, ofrece también numerosos detalles de la vida y las condiciones sociales, políticas y económicas de España, a finales del siglo XV. 
Ambas historias terminan convergiendo. Sus personajes se ven envueltos en intrigas cortesanas y escaramuzas bélicas, en las que aztecas y españoles deben lidiar con el amor, el orgullo patrio y la sed de poder durante la conquista de México en tiempos de Hernán Cortés. La novela ofrece un marco histórico detallado sobre la derrota y destrucción de Tenochtitlán y sus reinos aliados, así como del surgimiento de una nueva nación, la Nueva España (actual México), que brota del encuentro entre dos mundos, la Corona de Castilla y las antiguas tradiciones aztecas.
La novela es la primera de una serie de cinco libros -cada uno dedicado a un siglo (del XVI al XX)- que su autor planeaba escribir sobre la formación del México moderno, desde la época azteca hasta nuestros días. Las siguientes novelas de la saga fueron Guerra en la sangre, Una gota de tiempo, El semental negro y Satanael. Salvador de Madariaga nunca pudo terminar la última novela de la serie porque murió a la edad de noventa y dos años.
- Datos: Q4575081